# Кац, Сигизмунд Абрамович
Сигизму́нд Абра́мович Кац (1908—1984) — советский композитор. Народный артист РСФСР (1980).

## Биография
Родился 4 апреля 1908 года в Вене в семье еврея — специалиста в области текстильного производства.
В 1915 году семья возвратилась в Российскую империю (город Тверь).
В 1924—1928 годах работал в «Синей блузе», автор музыки «Гимна синеблузников».
В 1925 году поступил в музыкальный техникум Гнесиных. Обучался по классу фортепиано (у Владимира Шора) и классу композиции (у Михаила Гнесина). За активное участие в движении «синеблузников» был временно исключён, но затем восстановлен, и после окончания техникума ещё 2 года занимался в классе композиции Гнесина.
В 1932—1934 годах служил в музыкальном взводе 3-го стрелкового полка Московской Пролетарской дивизии.
После службы в армии, как гнесинец, был принят на третий курс Московской консерватории, которую окончил в 1937 году по классу композиции Н. С. Жиляева.
Автор оперы «Капитанская дочка» (1941), оперетт «Взаимная любовь» (1940), «Я Вам пишу» (1944), «Южная ночь» (1948, совместно с Никитой Богословским), «Чемпион мира» (1950), «Звёздный рейс» (1961), ряда песен.
Писал музыку к постановкам Московского театра юного зрителя, для цирковых программ, к игровым, документальным и мультипликационным фильмам.
Умер 17 июня 1984 года в Москве, похоронен на Кунцевском кладбище.

## Награды и звания
- Сталинская премия третьей степени (1950) — за песни «Сирень цветёт», «Шумел сурово Брянский лес…», «Как у дуба старого…», «Заздравная», «Стоит утёс»
- Народный артист РСФСР (04.01.1980)
- Заслуженный деятель искусств РСФСР (28.03.1968)

## Произведения
- Опера «Капитанская дочка»
- Оперетты:
  - «Взаимная любовь»
  - «Звёздный рейс»
  - «Чемпион мира»
  - «Южная ночь»
  - «Я Вам пишу»
- Песни:

- - «Где-то играет гитара»
  - «Говорящее письмо»
  - «Да, да, да»
  - «Да здравствует юность»
  - «Дай руку, товарищ далёкий»
  - «Два Максима»
  - «Десять последних минут»
  - «Душою всех моложе мы»
  - «Если хочешь ты найти друзей»
  - «Ефрейтор в отпуске»
  - «За тех, кто в пути»
  - «Заздравная»
  - «Зимний вальс»
  - «Как у дуба старого»
  - «Калина»
  - «Комсомолия, вперёд!»
  - «Мой город»
  - «Морской козёл»
  - «Нелегко расставаться»
  - «Ночи весенние»
  - «Письмо незабытому другу»
  - «Под клёнами»
  - «Под стук колёс»
  - «Семнадцатилетний парнишка»
  - «Сирень цветёт»
  - «Сядь со мною рядом»
  - «Ты близок нам, Вьетнам»
  - «У нас в общежитии свадьба»
  - «Шагает гвардия спортивная»
  - «Шире круг»
  - «Шумел сурово Брянский лес»

- Четыре пьесы на темы народностей СССР (для фортепиано в 2 руки, 1934)
  - «Абхазская песня»
  - «Крымская колыбельная»
  - «Соловьи-голуби (татарская)»
  - «Крымская любовная»
- Песенно-хоровые сюиты:
  - «Здравствуй, Волго-Дон»
  - «Казачья слава»
  - «Письма за океан»

## Дискография
1979 - Песни Сигизмунда Каца - СССР. Фирма "Мелодия".
- 1982 — «Сигизмунд Кац. Песни» — СССР, Фирма «Мелодия»
- 1984 — «Сигизмунд Кац. Песни в исполнении ВИА „Акварели“» — СССР, Фирма «Мелодия» (диск не вышел из-за смерти С. Каца). ВИА «Акварели» выпустили магнитоальбом с песнями С.Каца.

## Фильмография

### Кинематограф
- 1941 — Боксёры
- 1948 — Карандаш на льду
- 1949 — Счастливый рейс
- 1956 — Серый разбойник
- 1957 — Тайны мудрого рыболова

### Мультипликация
- 1955 — Трубка и медведь
- 1957 — Тихая пристань
- 1961 — Заокеанский репортёр
- 1961 — Окна сатиры
- 1962 — Кто сказал «мяу»?
- 1962 — Киножурнал «Фитиль» № 5 (сюжет «Юбилей»)
- 1965 — Приключения запятой и точки